# Herrenhaus Falkenhagen

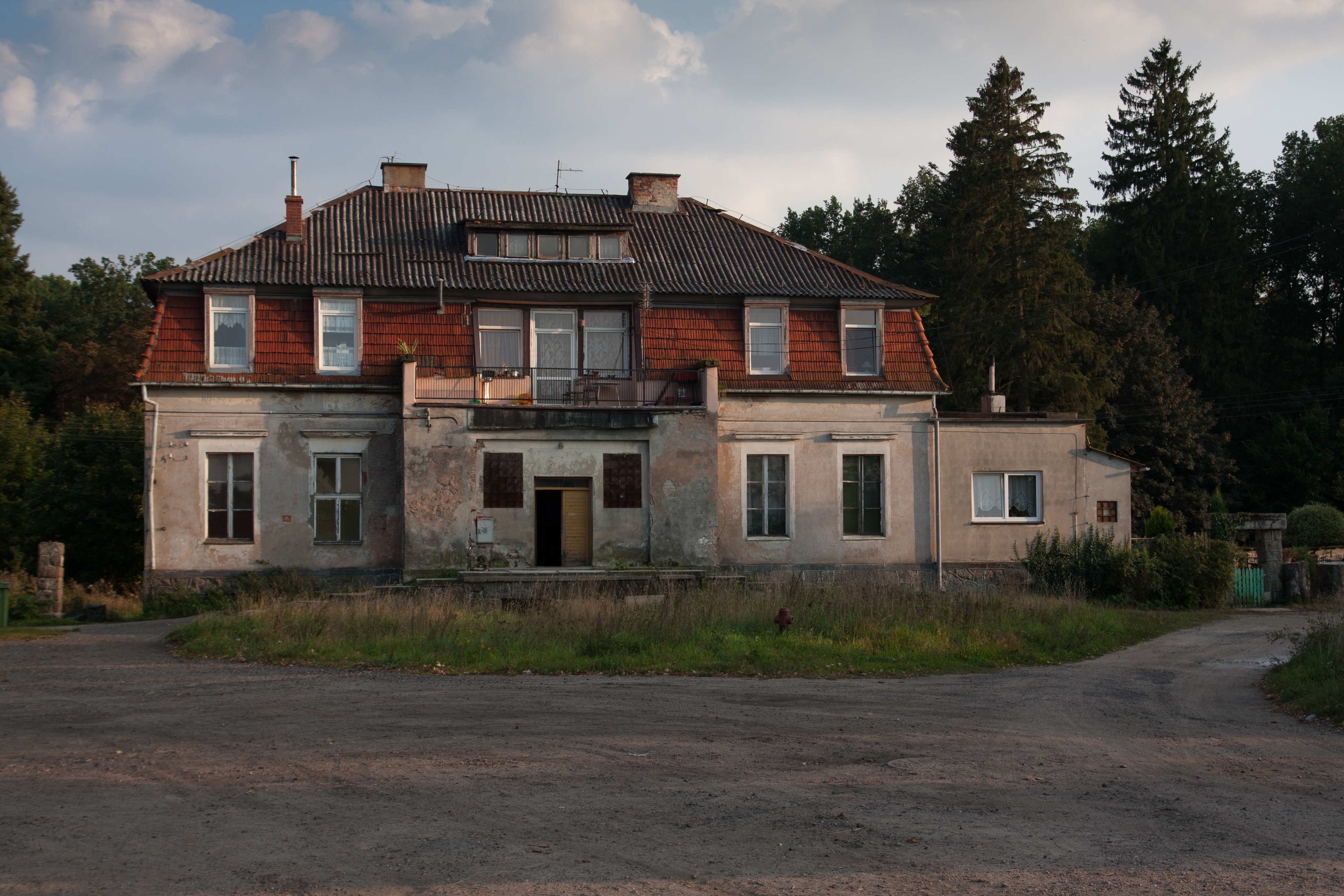
Ehemaliges Herrenhaus Falkenhagen (2014)

Das Herrenhaus Falkenhagen (auch Haus von Arnim) ist ein ehemaliges Gutshaus in Miłocice (Falkenhagen). Das neoklassizistische Gebäude wurde 1910 bis 1911 nach Plänen von Walter Gropius für Friedrich-Wilhelm von Arnim erbaut.

## Beschreibung
Dem eingeschossigen Bau über rechteckigem Grundriss mit Mansardwalmdach ist ein Altan vorgelagert. Über einem Bruchsteinsockel befindet sich das Hauptgeschoss, welches ursprünglich dunkel gefasst war, während die Fenstergesimse in weiß gehalten waren. Das Dach war (und ist teilweise noch) mit Ziegeln gedeckt.
Die untere Dachfläche wird in der Hauptfassade im Nordwesten mittig unterbrochen, dort befindet sich ein Austritt auf den Altan. Analog zur Haustür, die von zwei tiefen Fenstern flankiert wurde (heute verändert), befinden sich um die Balkontür zwei Fenster. Eine Schleppgaube mit fünf gekuppelten Fenstern in gleicher Breite wie die darunterliegenden Fenster setzt die Mittelachse nach oben fort. Neben dem Vorbau befinden sich beidseitig je zwei Fensterachsen. Die Rückfassade im Südosten ist ähnlich gestaltet, der Vorbau ist hier zwar auch dreiachsig, aber schmäler, so dass beidseitig drei Achsen Platz finden. Im Südwesten war ein gläserner Wintergarten angebaut, der heute vermauert ist.
Das Vestibül war als zweigeschossige Halle mit umlaufender Galerie im Obergeschoss ausgeführt. Die Wände waren durch tiefe Rundbogenarkaden gegliedert und mit Bandrustika versehen, der Boden in Terrazzo ausgeführt. Im Erdgeschoss war ein Salon, das Esszimmer und ein kleiner Salon, sowie ein Verandazimmer und das Arbeitszimmer des Hausherrn untergebracht, während im Obergeschoss vier Schlaf- und zwei Gästezimmer von der Galerie aus erreichbar waren. Der Boden des Verandazimmers war mit kleingemustertem Linoleum bedeckt und die Wände mit geometrischen Friesen versehen. Im Souterrain befanden sich Wirtschaftsräume.
Zum Gutshaus gehört ein Arbeiterwohnhaus, das Walter Gropius zugeschrieben wird.

## Geschichte
Das Herrenhaus Falkenhagen wurde 1910 bis 1911 nach Plänen von Walter Gropius für Friedrich-Wilhelm von Arnim erbaut. Das Gebäude wird heute als Wohnhaus für sechs Familien genutzt, viele bauzeitliche Elemente und Ausstattungen, wie das Treppenhaus und teilweise die Bodenbeläge sind jedoch erhalten. Die verglaste Veranda ist heute vermauert.
Herrenhaus und die aus der zweiten Hälfte des 19. Jahrhunderts und vom Anfang des 20. Jahrhunderts stammende Parkanlage stehen unter Denkmalschutz.

## Architektur
Gropius war bis 1910 im Planungsbüro von Peter Behrens tätig, seine Werke ab 1909 weisen einen großen Einfluss von Behrens Neoklassizismus auf. Gropius wandte sich in dieser Zeit völlig von dem Heimatstil seiner ersten Bauten, wie etwa der Villa Metzler ab. Auch Details wie Bodenbeläge und Wandfriese stehen in starker Abhängigkeit von Behrens. Das Dekor des Terrazzo im Vestibül ähnelt stark dem etwa zeitgleich entstehenden Wanddekor im Bürogebäude des Fagus-Werks in Alfeld.